# هاربر آیل (نیویورک)
هاربر آیل (به انگلیسی: Harbor Isle) یک منطقهٔ مسکونی در ایالات متحده آمریکا است که در شهرستان نساو، نیویورک واقع شده‌است. هاربر آیل ۰٫۶ کیلومتر مربع مساحت و ۱٬۳۰۱ نفر جمعیت دارد و ۰ متر بالاتر از سطح دریا واقع شده‌است.